# ستيغ أندرسون (دراج)
ستيغ أندرسون هو دراج سويدي، ولد في 10 نوفمبر 1924 في هالاند في السويد، وتوفي في 11 يوليو 2015.

## وصلات خارجية
- ستيغ أندرسون على موقع أرشيف الدراجات (الإنجليزية)
- ستيغ أندرسون على موقع أوليمبيديا (الإنجليزية)
- ستيغ أندرسون على موقع اللجنة الأولمبية السويدية (السويدية)